# Microrregión del Médio Jaguaribe
La microrregión del Médio Jaguaribe es una de las  microrregiones del estado brasileño del Ceará perteneciente a la mesorregión  Jaguaribe. Su población fue estimada en 2005 por el IBGE en 64.862 habitantes y está dividida en tres municipios. Posee un área total de 4.304,806 km².

## Municipios
- Jaguaretama
- Jaguaribara
- Jaguaribe

- Datos: Q2481508